# Pak 40反坦克炮
7.5厘米Pak 40反坦克炮  (7.5 cm Panzerabwehrkanone 40) 由萊茵金屬於1939-1941年間研製，是納粹德國在二戰中的主力反坦克武器 ，其中大部分為牽引式，但也有用於如黃鼠狼系列等驅逐戰車上。
Pak 40衍生出专为车载而设计的改进型7.5厘米KwK 40坦克砲，KwK 40的區別在於它的彈藥更加緊湊，從而令車輛裝載更多彈藥。KwK 40是許多德國坦克和驅逐戰車的主力火炮，並在戰爭後期漸漸取代了Pak 40的地位。

## 開發
Pak 40的開發始於1939年一份關於克魯伯和萊茵金屬共同研製一門7.5cm反坦克炮的合約。該項目最初並未受到重視，但之後在1941年的巴巴羅薩行動中突然出現如T-34及KV-1等的蘇聯重裝甲單位，讓這項目的優先級提高。第一門原型炮於1941年11月到達戰場。
在1942年4月, 有44門Pak 40反坦克炮在德意志國防軍中服役；並於1943年成為德國反坦克武器的主力。

## 使用狀況
Pak 40是一門標準的德國反坦克炮，並由德國提供給它的盟友。有些被擄獲的PaK 40在蘇聯紅軍中服役。戰爭結束後，Pak 40在幾個歐洲國家中繼續服役，包括 阿爾巴尼亞、保加利亞、捷克斯洛伐克、芬蘭、挪威、匈牙利 及 羅馬尼亞。
約有23500門PaK 40被生產出來，並有約6000門裝在驅逐戰車上. 每門炮的生產成本為 2,200 工時，大约12,000RM。而作为一种輕量化，全自動，並且是最重的德國航空機炮——BK 7,5被應用在Hs 129攻擊機及容克斯Ju 88P-1驅逐轟炸機。

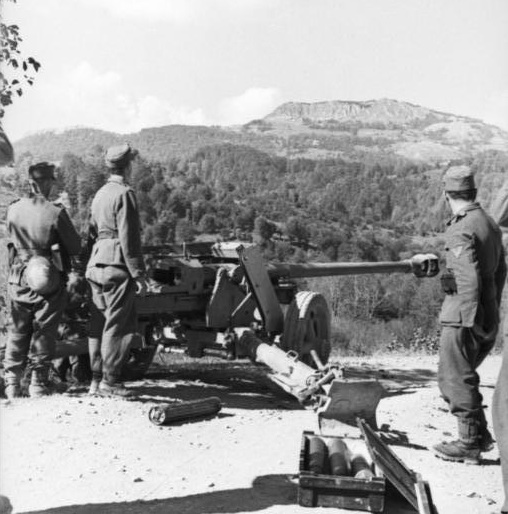
1943年在阿爾巴尼亞的7.5厘米Pak 40

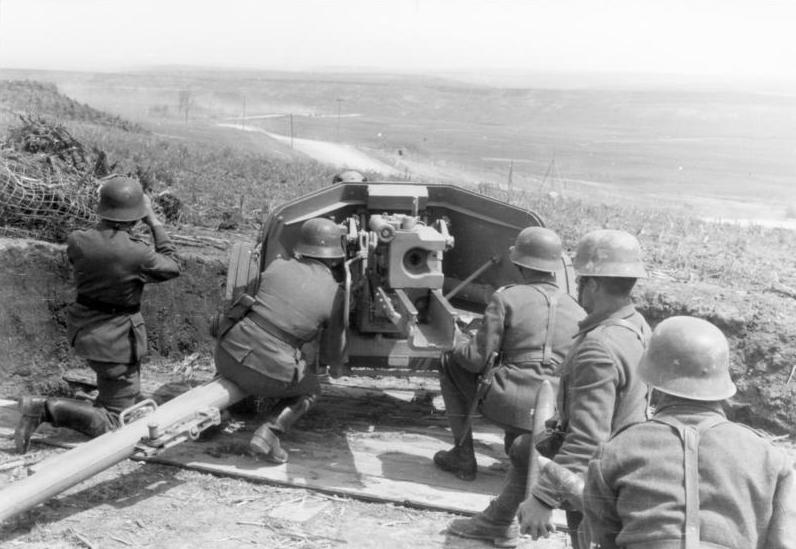
1944年在東線戰場的PaK 40及炮手

## 基本性能

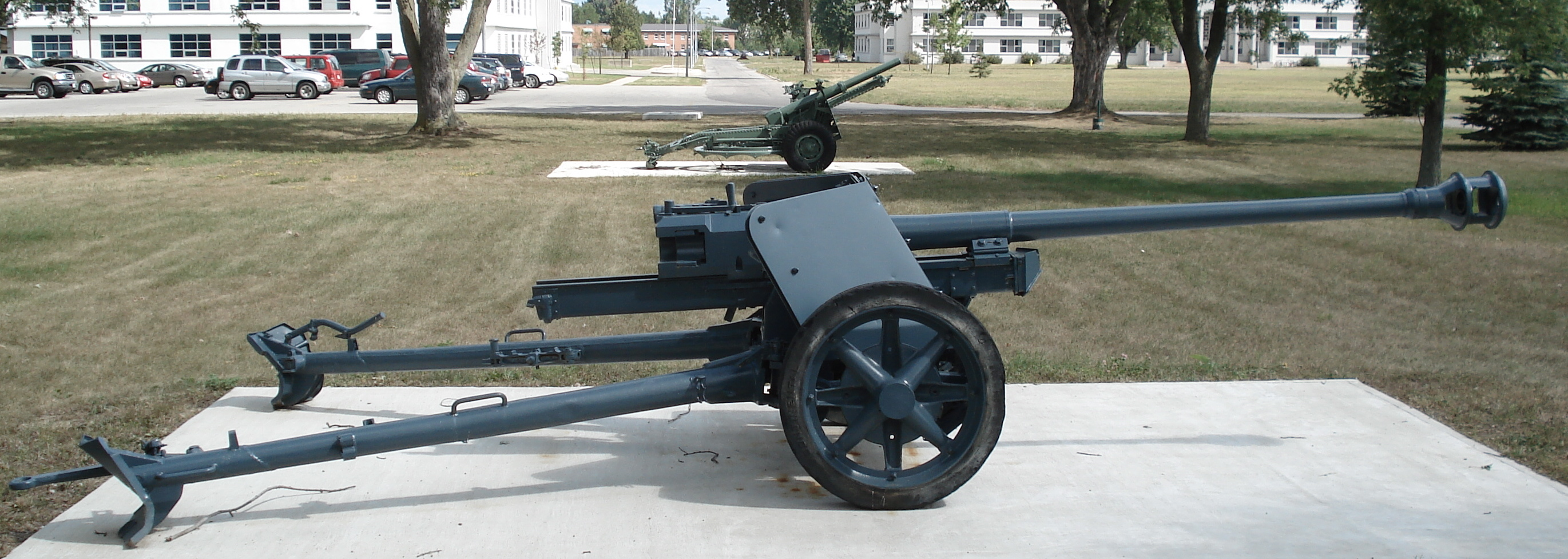
德國7.5厘米Pak 40

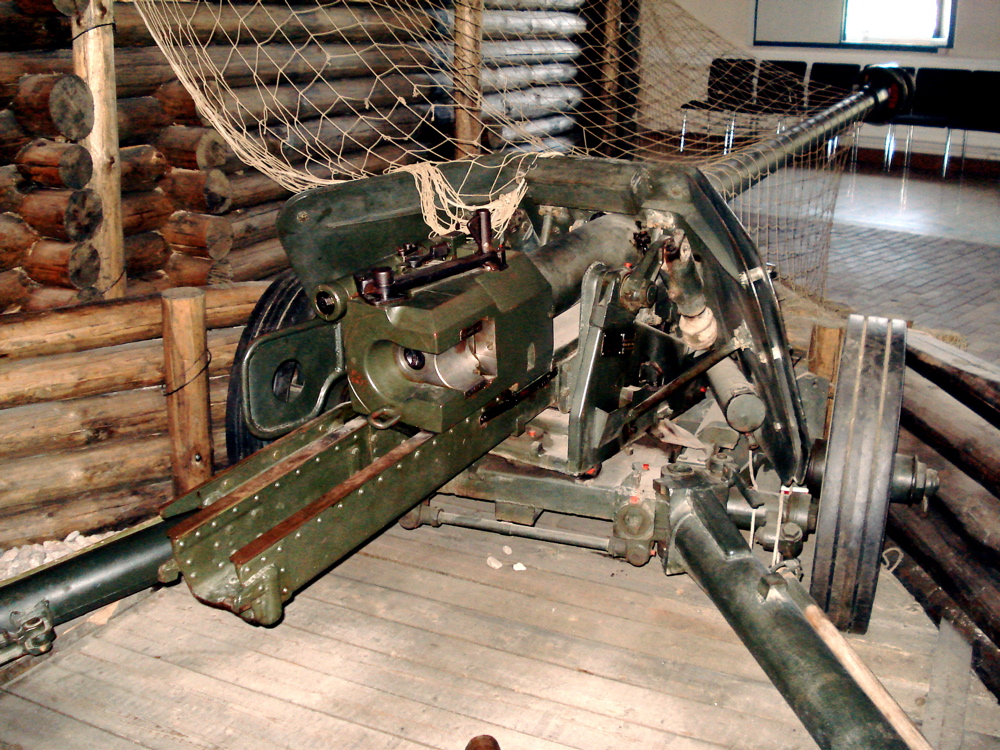
從後方觀察Pak 40

- 口徑: 75mm
- 倍徑: L/46
- 與支架長度: 6.2（20.3英尺）
- 長度: 3.45（11.3英尺）
- 寬: 2（6.6英尺）
- 高: 1.25（4.1英尺）
- 質量(戰鬥狀態): 1,425（3,142磅）

- 最大迴旋角度: 65°
- 最大射擊仰角: -5° to + 22°
- 發射速率: 每分鐘14發
- 直線射程: 1,800（5,906英尺）
- 曲線射程: 7,678（25,190英尺） m (高爆弹)
- 彈藥質量: 3.18（7.0磅） to 6.8（15.0磅）

| 彈種       | 初速                  | 於500（1,640英尺）射擊90°裝甲的穿甲厚度 |
| ---------- | --------------------- | --------------------------------------- |
| 穿甲彈     | 792 m/s（2,598 ft/s） | 132（5.2英寸）                          |
| 硬芯穿甲彈 | 933 m/s（3,061 ft/s） | 154（6.1英寸）                          |
| 高爆彈     | 550 m/s（1,804 ft/s） | n/a                                     |

## 戰後留存的PaK 40
| 國家     | 所在地                 | 場所                                                       |
| -------- | ---------------------- | ---------------------------------------------------------- |
| 荷蘭     | 赞多尔                 | 村中心                                                     |
| 比利时   | 奥斯坦德               | 大西洋壁垒露天博物馆，拉韦西德                             |
| 加拿大   | 博登，安大略           | 博登军事博物馆                                             |
| 加拿大   | 希洛，曼尼托巴         | 加拿大皇家炮兵博物馆                                       |
| 芬兰     | 米耶希凯莱，南卡累利阿 | 萨尔帕防线博物馆                                           |
| 芬兰     | 维罗拉赫蒂，南卡累利阿 | 碉堡博物馆                                                 |
| 芬兰     | 帕罗拉，西芬兰省       | 帕罗拉坦克博物馆                                           |
| 芬兰     | 米凯利，南萨沃尼亚     | 芬兰步兵博物馆                                             |
| 芬兰     | 奥卢，北博滕           | Northern Brigade (Pohjan prikaati) memorial area, 2 pieces |
| 芬兰     | 海门林纳，坎塔海梅     | 芬兰炮兵博物馆                                             |
| 芬兰     | 汉科，新地             | 汉科前线博物馆                                             |
| 芬兰     | 赫尔辛基               | 芬兰军事博物馆，芬兰堡                                     |
| 法國     | 索米尔                 | 索米尔装甲博物馆或装甲博物馆之友协会                       |
| 德国     | 蒙斯特                 | 德国坦克博物馆                                             |
| 塞爾維亞 | 贝尔格莱德             | 贝尔格莱德军事博物馆                                       |
| 西班牙   | 埃尔戈洛索             | 埃尔戈洛索装甲部队博物馆                                   |
| 美国     | 丹维尔                 | AAF坦克博物馆                                              |
| 美国     | 图埃勒                 | 私人收藏                                                   |
| 美国     | 波托拉谷               | 军事车辆技术基金会                                         |
| 英国     | 达克斯福德             | 帝国战争博物馆                                             |

## 外部連結
- Intelligence report on Pak 40 at Lonesentry.com（页面存档备份，存于）
- Panzerworld.net（页面存档备份，存于）
- Model Book German 7,5 cm Anti-tank Gun Pak 40